# Horní Nová Ves
Horní Nová Ves je část města Lázně Bělohrad v okrese Jičín. Nachází se na severu Lázní Bělohrad. Sídlem protéká potok Javorka, prochází tudy též železniční trať Chlumec nad Cidlinou – Trutnov a silnice II/284. V roce 2009 zde bylo evidováno 256 adres. V roce 2001 zde trvale žilo 608 obyvatel.
Horní Nová Ves je také název katastrálního území o rozloze 6,88 km².

## Pamětihodnosti
- Přírodní rezervace Kamenná hůra
- Přírodní památka Údolí Javorky

## Osobnosti
- Emil Buchar (1901–1979), rodák, astronom a geodet

## Galerie

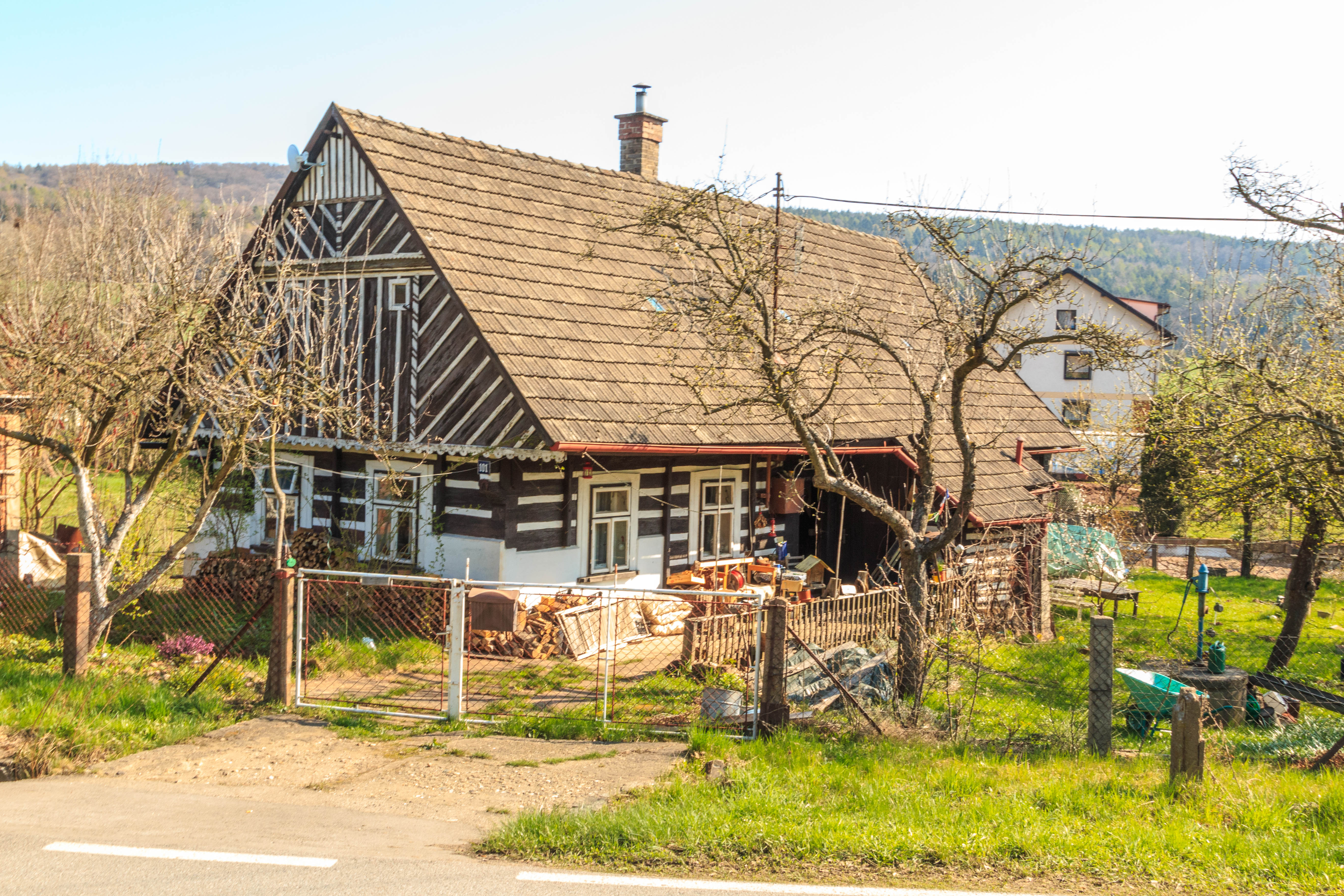
Horní Nová Ves – dům čp. 101
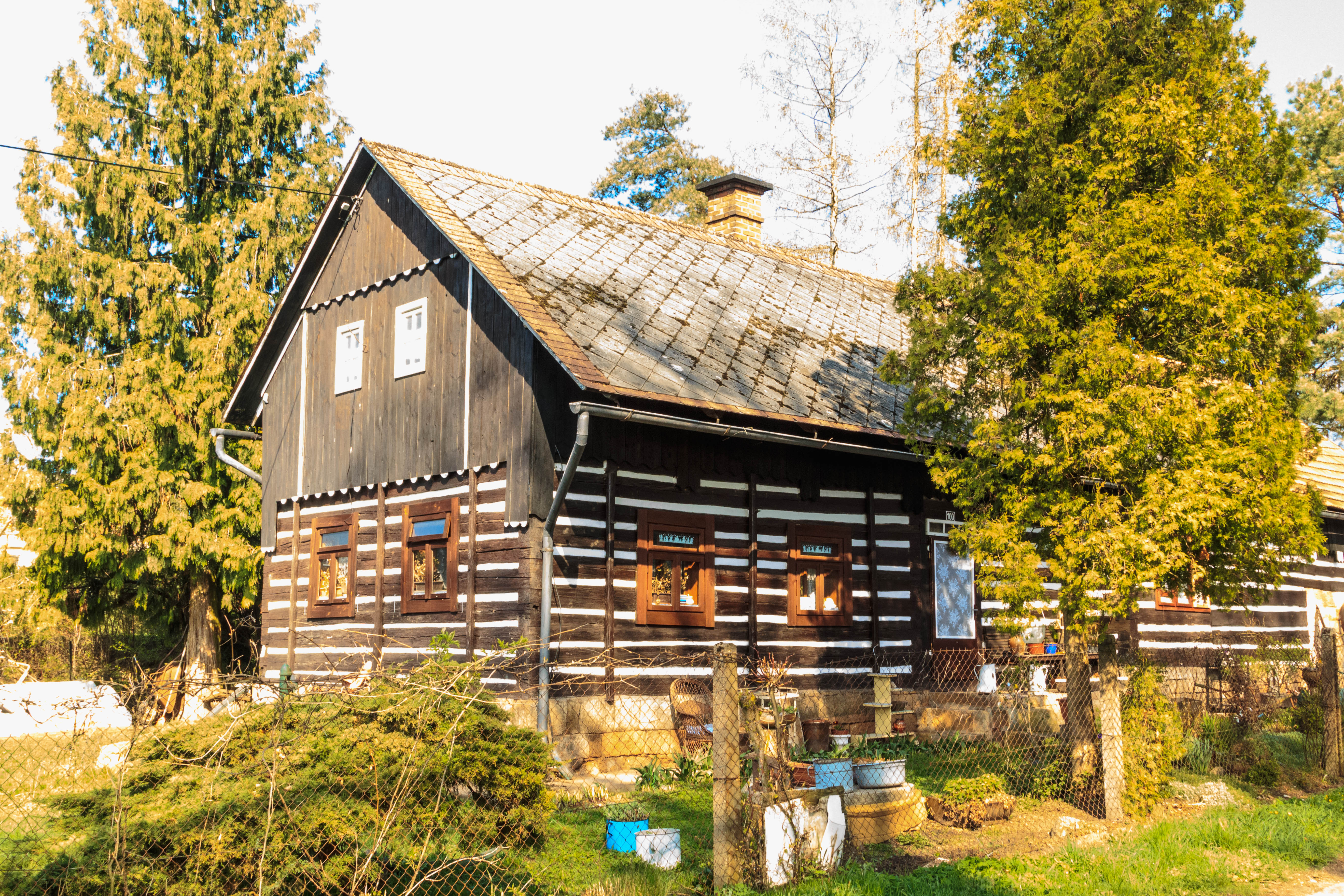
Horní Nová Ves – dům čp. 111
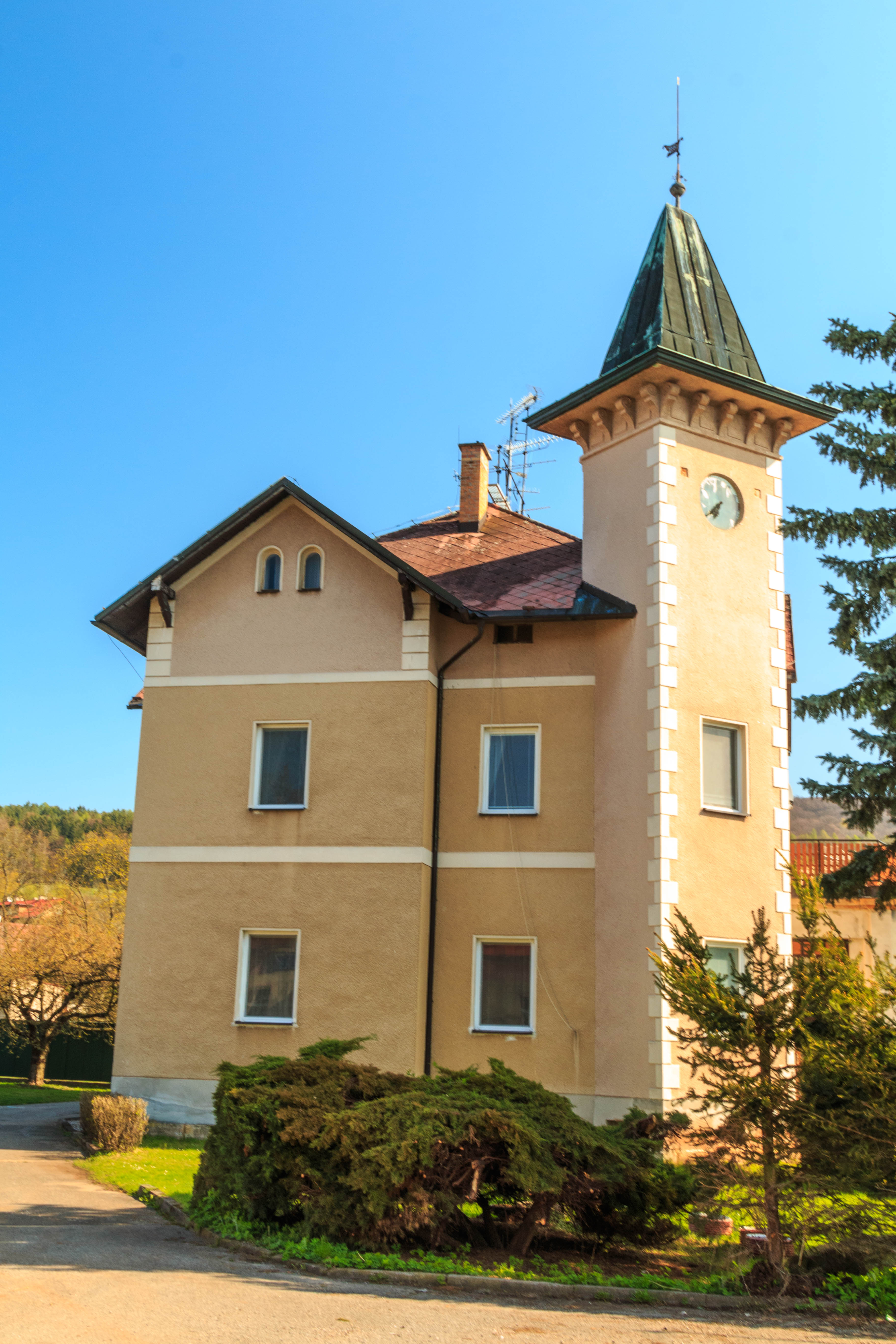
Horní Nová Ves – dům čp. 136
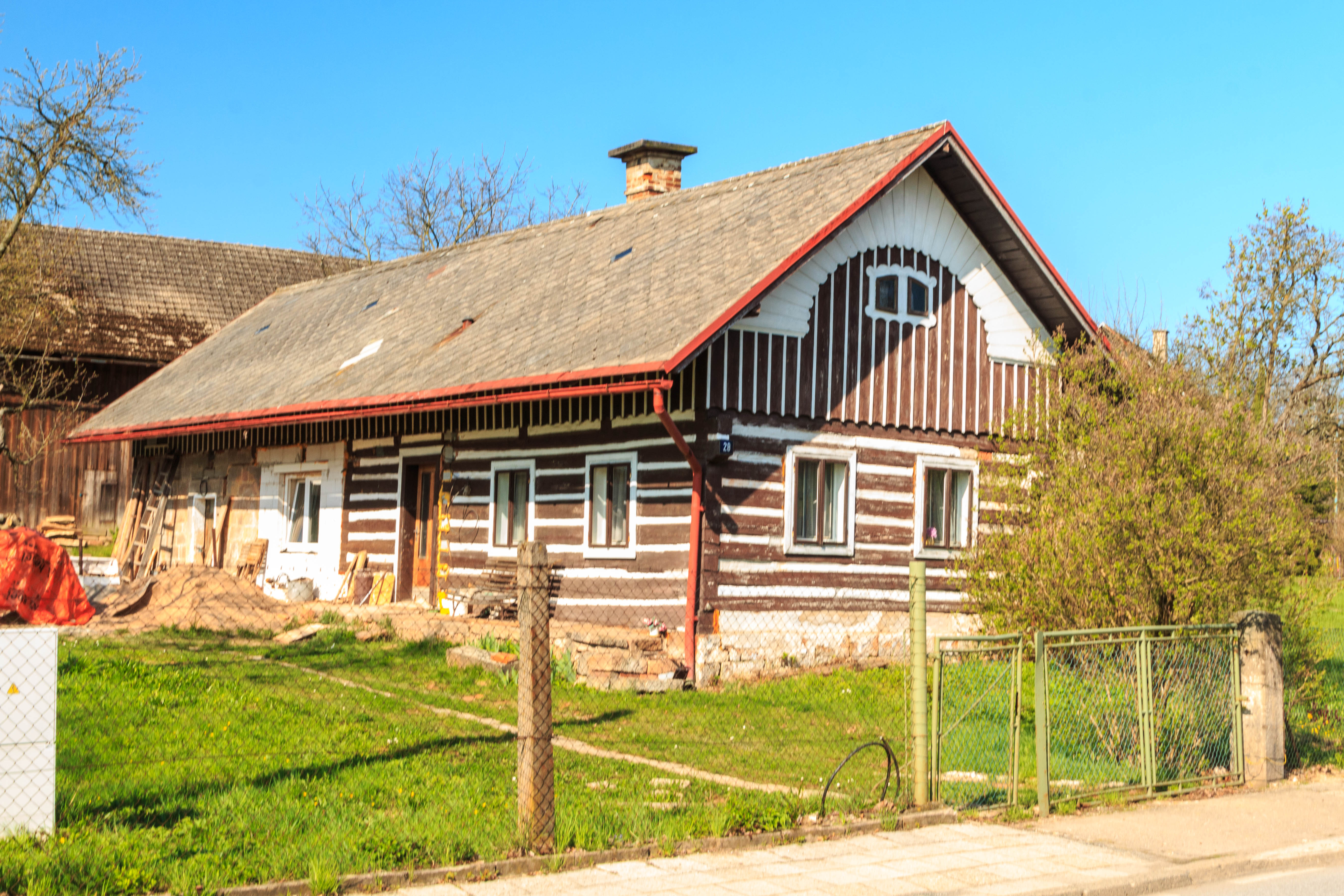
Horní Nová Ves – dům čp. 28